# ترک (فیلم)
تَرَک (به هندی: Daraar) فیلمی محصول سال ۱۹۹۶ و به کارگردانی عباس-موستان است. در این فیلم بازیگرانی همچون جوهی چاولا، ارباز خان، ریشی کاپور، جانی لور، سوشما ست و تیکو تالسانیا ایفای نقش کرده‌اند.